# برینگتون هیلز (ایلینوی)
برینگتون هیلز (به انگلیسی: Barrington Hills) یک روستا در ایالات متحده آمریکا است که در ایلینوی واقع شده‌است. برینگتون هیلز ۷۱٫۷۳ کیلومتر مربع مساحت و ۴٬۲۰۹ نفر جمعیت دارد و ۲۳۵٫۹۲ متر بالاتر از سطح دریا قرار دارد.